# 2005年のNFLドラフト
2005年のNFLドラフトは、70回目のNFLドラフト。2005年4月23日から24日までの2日間ニューヨークのジェイコブ・ジャヴィッツ・コンベンション・センターで開催された。
ドラフト指名順は、2004年のレギュラーシーズンの成績が悪かったチームから完全ウェーバー制で行われ、サンフランシスコ・49ersは全体1位でユタ大学のQBアレックス・スミスを指名した。カリフォルニア大学のQBアーロン・ロジャースは地元チームのサンフランシスコ・49ersが全体1位指名権を持っており1位指名も期待されていたが4時間半ほど待たされた後、全体24位でグリーンベイ・パッカーズから指名された。全体2位でロニー・ブラウン、全体4位でセドリック・ベンソン、全体5位でキャデラック・ウィリアムズと3人のランニングバックが指名された。ドラフト全体5位までに3人のランニングバックが指名されたのは初めてのことであった。
全米ではNFLネットワークとESPNによって放送された。

## 指名選手
指名された255人のポジションごとの人数は次のとおりである。
- 36 ラインバッカー
- 31 ワイドレシーバー
- 29 コーナーバック
- 26 オフェンシブタックル
- 26 ランニングバック
- 20 セイフティ
- 20 ディフェンシブエンド
- 15 ディフェンシブタックル
- 15 オフェンシブガード
- 14 クォーターバック
- 9 タイトエンド
- 8 センター
- 3 プレースキッカー
- 2 パンター
- 1 リターナー

指名順位の数字の後の*は、FAで失った選手に対して自動的に計算し与えられる32の補償ドラフトを示す。

### 1巡指名選手
| 指名順位 | チーム                             | 選手名                     | ポジション | 出身大学                     |
| 1        | サンフランシスコ・49ers            | アレックス・スミス         | QB         | ユタ大学                     |
| 2        | マイアミ・ドルフィンズ             | ロニー・ブラウン           | RB         | オーバーン大学               |
| 3        | クリーブランド・ブラウンズ         | ブレイロン・エドワーズ     | WR         | ミシガン大学                 |
| 4        | シカゴ・ベアーズ                   | セドリック・ベンソン       | RB         | テキサス大学                 |
| 5        | タンパベイ・バッカニアーズ         | キャデラック・ウィリアムズ | RB         | オーバーン大学               |
| 6        | テネシー・タイタンズ               | アダム・ジョーンズ         | CB         | ウェストバージニア大学       |
| 7        | ミネソタ・バイキングス             | トロイ・ウィリアムソン     | WR         | サウスカロライナ大学         |
| 8        | アリゾナ・カージナルス             | アントレル・ロール         | S          | マイアミ大学                 |
| 9        | ワシントン・レッドスキンズ         | カルロス・ロジャース       | CB         | オーバーン大学               |
| 10       | アリゾナ・カージナルス             | マイク・ウィリアムズ       | WR         | USC                          |
| 11       | ダラス・カウボーイズ               | デマーカス・ウェア         | LB         | トロイ大学                   |
| 12       | サンディエゴ・チャージャーズ       | ショーン・メリマン         | LB         | メリーランド大学             |
| 13       | ニューオーリンズ・セインツ         | ジャマール・ブラウン       | OT         | オクラホマ大学               |
| 14       | カロライナ・パンサーズ             | トーマス・デービス         | LB         | ジョージア大学               |
| 15       | カンザスシティ・チーフス           | デリック・ジョンソン       | LB         | テキサス大学                 |
| 16       | ヒューストン・テキサンズ           | トラビス・ジョンソン       | DT         | フロリダ州立大学             |
| 17       | シンシナティ・ベンガルズ           | デビッド・ポラック         | LB         | ジョージア大学               |
| 18       | ミネソタ・バイキングス             | エラスムス・ジェームズ     | DE         | ウィスコンシン大学           |
| 19       | セントルイス・ラムズ               | アレックス・バロン         | OT         | フロリダ州立大学             |
| 20       | ダラス・カウボーイズ               | マーカス・スピアーズ       | DE         | LSU                          |
| 21       | ジャクソンビル・ジャガーズ         | マット・ジョーンズ         | WR         | アーカンソー大学             |
| 22       | ボルチモア・レイブンズ             | マーク・クレイトン         | WR         | オクラホマ大学               |
| 23       | オークランド・レイダース           | ファビアン・ワシントン     | CB         | ネブラスカ大学               |
| 24       | グリーンベイ・パッカーズ           | アーロン・ロジャース       | QB         | カリフォルニア大学           |
| 25       | ワシントン・レッドスキンズ         | ジェイソン・キャンベル     | QB         | オーバーン大学               |
| 26       | シアトル・シーホークス             | クリス・スペンサー         | C          | ミシシッピ大学               |
| 27       | アトランタ・ファルコンズ           | ロディ・ホワイト           | WR         | アラバマ大学バーミングハム校 |
| 28       | サンディエゴ・チャージャーズ       | ルイス・カスティーヨ       | DT         | ノースウェスタン大学         |
| 29       | インディアナポリス・コルツ         | マーリン・ジャクソン       | CB         | ミシガン大学                 |
| 30       | ピッツバーグ・スティーラーズ       | ヒース・ミラー             | TE         | バージニア大学               |
| 31       | フィラデルフィア・イーグルス       | マイク・パターソン         | DT         | USC                          |
| 32       | ニューイングランド・ペイトリオッツ | ローガン・マンキンス       | OG         | フレズノ州立大学             |

### 2巡指名選手
| 指名順位 | チーム                       | 選手名                       | ポジション | 出身大学                 |
| 33       | サンフランシスコ・49ers      | デビッド・バース             | C          | ミシガン大学             |
| 34       | クリーブランド・ブラウンズ   | ブロドニー・プール           | S          | オクラホマ大学           |
| 35       | フィラデルフィア・イーグルス | レジー・ブラウン             | WR         | ジョージア大学           |
| 36       | タンパベイ・バッカニアーズ   | バーネット・ルード           | LB         | ネブラスカ大学           |
| 37       | デトロイト・ライオンズ       | ショーン・コーディー         | DT         | USC                      |
| 38       | オークランド・レイダース     | スタンフォード・ルート       | CB         | ヒューストン大学         |
| 39       | シカゴ・ベアーズ             | マーク・ブラッドリー         | WR         | オクラホマ大学           |
| 40       | ニューオーリンズ・セインツ   | ジョシュ・ブルロックス       | S          | ネブラスカ大学           |
| 41       | テネシー・タイタンズ         | マイケル・ルース             | OT         | 東ワシントン大学         |
| 42       | ダラス・カウボーイズ         | ケビン・バーネット           | LB         | テネシー大学             |
| 43       | ニューヨーク・ジャイアンツ   | コーリー・ウェブスター       | CB         | LSU                      |
| 44       | アリゾナ・カージナルス       | J・J・アリントン             | RB         | カリフォルニア大学       |
| 45       | シアトル・シーホークス       | ローファー・タップ           | LB         | USC                      |
| 46       | マイアミ・ドルフィンズ       | マット・ロス                 | DE         | アイオワ大学             |
| 47       | ニューヨーク・ジェッツ       | マイク・ヌージェント         | K          | オハイオ州立大学         |
| 48       | シンシナティ・ベンガルズ     | オデル・サーマン             | LB         | ジョージア大学           |
| 49       | ミネソタ・バイキングス       | マーカス・ジョンソン         | LB         | ジョージア大学           |
| 50       | セントルイス・ラムズ         | ロン・バーテル               | CB         | ハワード大学             |
| 51       | グリーンベイ・パッカーズ     | ニック・コリンズ             | S          | ベスーン・クックマン大学 |
| 52       | ジャクソンビル・ジャガーズ   | カリフ・バーンズ             | OT         | ワシントン大学           |
| 53       | ボルチモア・レイブンズ       | ダン・コーディー             | DE         | オクラホマ大学           |
| 54       | カロライナ・パンサーズ       | エリック・シェルトン         | RB         | ルイビル大学             |
| 55       | バッファロー・ビルズ         | ロスコー・パリッシュ         | WR         | マイアミ大学             |
| 56       | デンバー・ブロンコス         | ダレント・ウィリアムズ       | CB         | オクラホマ州立大学       |
| 57       | ニューヨーク・ジェッツ       | ジャスティン・ミラー         | CB         | クレムソン大学           |
| 58       | グリーンベイ・パッカーズ     | テレンス・マーフィー         | WR         | テキサスA&M大学          |
| 59       | アトランタ・ファルコンズ     | ジョナサン・バビノー         | DT         | アイオワ大学             |
| 60       | インディアナポリス・コルツ   | ケルビン・ヘイデン           | CB         | イリノイ大学             |
| 61       | サンディエゴ・チャージャーズ | ビンセント・ジャクソン       | WR         | 北コロラド大学           |
| 62       | ピッツバーグ・スティーラーズ | ブライアント・マクファーデン | CB         | フロリダ州立大学         |
| 63       | フィラデルフィア・イーグルス | マット・マッコイ             | LB         | サンディエゴ州立大学     |
| 64       | ボルチモア・レイブンズ       | アダム・テリー               | OT         | シラキュース大学         |

### 3巡指名選手
| 指名順位 | チーム                             | 選手名                                             | ポジション                                         | 出身大学                                           |
| 65       | サンフランシスコ・49ers            | フランク・ゴア                                     | RB                                                 | マイアミ大学                                       |
| 66       | セントルイス・ラムズ               | O・J・アトグウェ                                   | S                                                  | スタンフォード大学                                 |
| 67       | クリーブランド・ブラウンズ         | チャーリー・フライ                                 | QB                                                 | アクロン大学                                       |
| 68       | テネシー・タイタンズ               | コーロニー・ロビー                                 | WR                                                 | インディアナ大学                                   |
| 69       | オークランド・レイダース           | アンドリュー・ウォルター                           | QB                                                 | アリゾナ州立大学                                   |
| 70       | マイアミ・ドルフィンズ             | チャニング・クラウダー                             | LB                                                 | フロリダ大学                                       |
| 71       | タンパベイ・バッカニアーズ         | アレックス・スミス                                 | TE                                                 | スタンフォード大学                                 |
| 72       | デトロイト・ライオンズ             | スタンリー・ウィルソン・ジュニア                   | CB                                                 | スタンフォード大学                                 |
| 73       | ヒューストン・テキサンズ           | バーナード・モレンシー                             | RB                                                 | オクラホマ州立大学                                 |
| 74       | ニューヨーク・ジャイアンツ         | ジャスティン・タック                               | DE                                                 | ノートルダム大学                                   |
| 75       | アリゾナ・カージナルス             | エリック・グリーン                                 | CB                                                 | バージニア工科大学                                 |
| 76       | デンバー・ブロンコス               | カール・ペイマー                                   | CB                                                 | ワシントン州立大学                                 |
| 77       | フィラデルフィア・イーグルス       | ライアン・モーツ                                   | RB                                                 | ルイジアナ工科大学                                 |
| 78       | オークランド・レイダース           | カーク・モリソン                                   | LB                                                 | サンディエゴ州立大学                               |
| 79       | カロライナ・パンサーズ             | エバン・マシス                                     | OG                                                 | アラバマ大学                                       |
| 80       | ミネソタ・バイキングス             | ダスティン・フォックス                             | CB                                                 | オハイオ州立大学                                   |
| 81       | セントルイス・ラムズ               | リッチー・インコグニート                           | C                                                  | ネブラスカ大学                                     |
| 82       | ニューオーリンズ・セインツ         | アルフレッド・フィンチャー                         | LB                                                 | コネチカット大学                                   |
| 83       | シンシナティ・ベンガルズ           | クリス・ヘンリー                                   | WR                                                 | ウェストバージニア大学                             |
| 84       | ニューイングランド・ペイトリオッツ | エリス・ホブス                                     | CB                                                 | アイオワ州立大学                                   |
| 85       | シアトル・シーホークス             | デビッド・グリーン                                 | QB                                                 | ジョージア大学                                     |
| 86       | バッファロー・ビルズ               | ケビン・エベレット                                 | TE                                                 | マイアミ大学                                       |
| 87       | ジャクソンビル・ジャガーズ         | スコット・スタークス                               | CB                                                 | ウィスコンシン大学                                 |
| 88       | ニューヨーク・ジェッツ             | シオネ・ポウハ                                     | DT                                                 | ユタ大学                                           |
| 89       | カロライナ・パンサーズ             | アティヤー・エリソン                               | DT                                                 | ミズーリ大学                                       |
|          | デンバー・ブロンコス               | サラリーキャップをオーバーしたため指名権を失った。 | サラリーキャップをオーバーしたため指名権を失った。 | サラリーキャップをオーバーしたため指名権を失った。 |
| 90       | アトランタ・ファルコンズ           | ジョーダン・ベック                                 | LB                                                 | カリフォルニア・ポリテクニック州立大学             |
| 91       | タンパベイ・バッカニアーズ         | クリス・コルマー                                   | OT                                                 | ノースカロライナ州立大学                           |
| 92       | インディアナポリス・コルツ         | ビンセント・バーンズ                               | DE                                                 | ケンタッキー大学                                   |
| 93       | ピッツバーグ・スティーラーズ       | トレイ・エセックス                                 | OG                                                 | ノースウェスタン大学                               |
| 94       | サンフランシスコ・49ers            | アダムス・スナイダー                               | OG                                                 | オレゴン大学                                       |
| 95       | アリゾナ・カージナルス             | ダリル・ブラックストック                           | LB                                                 | バージニア大学                                     |
| 96*      | テネシー・タイタンズ               | ブランドン・ジョーンズ                             | WR                                                 | オクラホマ大学                                     |
| 97*      | デンバー・ブロンコス               | ドモニク・フォックスワース                         | CB                                                 | メリーランド大学                                   |
| 98*      | シアトル・シーホークス             | リロイ・ヒル                                       | KB                                                 | クレムソン大学                                     |
| 99*      | カンザスシティ・チーフス           | ダスティン・コルキット                             | P                                                  | テネシー大学                                       |
| 100*     | ニューイングランド・ペイトリオッツ | ニック・カクザー                                   | OG                                                 | トレド大学                                         |
| 101*     | デンバー・ブロンコス               | モーリス・クラレット                               | RB                                                 | オハイオ州立大学                                   |

### 4巡指名選手
| 指名順位 | チーム                             | 選手名                     | ポジション | 出身大学               |
| 102      | フィラデルフィア・イーグルス       | ショーン・コンシディン     | S          | アイオワ大学           |
| 103      | クリーブランド・ブラウンズ         | アントニオ・パーキンス     | CB         | オクラホマ大学         |
| 104      | マイアミ・ドルフィンズ             | トラビス・ダニエルズ       | CB         | LSU                    |
| 105      | シアトル・シーホークス             | レイ・ウィリス             | OT         | フロリダ州立大学       |
| 106      | シカゴ・ベアーズ                   | カイル・オートン           | QB         | パデュー大学           |
| 107      | タンパベイ・バッカニアーズ         | ダン・ビューニング         | OG         | ウィスコンシン大学     |
| 108      | テネシー・タイタンズ               | ビンセント・フラー         | S          | バージニア工科大学     |
| 109      | ダラス・カウボーイズ               | マリオン・バーバー         | RB         | ミネソタ大学           |
| 110      | ニューヨーク・ジャイアンツ         | ブランドン・ジェイコブス   | RB         | 南イリノイ大学         |
| 111      | アリゾナ・カージナルス             | エルトン・ブラウン         | OG         | バージニア大学         |
| 112      | ミネソタ・バイキングス             | シアトリック・フェイソン   | RB         | フロリダ大学           |
| 113      | テネシー・タイタンズ               | デビッド・スチュワート     | OT         | ミシシッピ州立大学     |
| 114      | ヒューストン・テキサンズ           | ジェローム・マシス         | WR         | ハンプトン大学         |
| 115      | グリーンベイ・パッカーズ           | マービール・アンダーウッド | S          | サンディエゴ州立大学   |
| 116      | カンザスシティ・チーフス           | クラフォンゾ・ソープ       | WR         | フロリダ州立大学       |
| 117      | セントルイス・ラムズ               | ジェローム・カーター       | S          | フロリダ州立大学       |
| 118      | ニューオーリンズ・セインツ         | チェイス・ライマン         | WR         | カリフォルニア大学     |
| 119      | シンシナティ・ベンガルズ           | エリック・ギアチュク       | C          | セントラルミシガン大学 |
| 120      | ワシントン・レッドスキンズ         | マニュエル・ホワイト       | FB         | UCLA                   |
| 121      | カロライナ・パンサーズ             | ステファン・レフォース     | QB         | ルイビル大学           |
| 122      | バッファロー・ビルズ               | デューク・プレストン       | C          | イリノイ大学           |
| 123      | ニューヨーク・ジェッツ             | ケリー・ローズ             | S          | ルイビル大学           |
| 124      | ボルチモア・レイブンズ             | ジェイソン・ブラウン       | C          | ノースカロライナ大学   |
| 125      | グリーンベイ・パッカーズ           | ブレイディ・ポッピンガ     | LB         | BYU                    |
| 126      | フィラデルフィア・イーグルス       | トッド・ヘレマンス         | OT         | サギノーバレー州立大学 |
| 127      | ジャクソンビル・ジャガーズ         | アルビン・ピーアマン       | RB         | バージニア大学         |
| 128      | アトランタ・ファルコンズ           | チャウンシー・デービス     | DE         | フロリダ州立大学       |
| 129      | インディアナポリス・コルツ         | ダイラン・ギャンディ       | OG         | テキサス工科大学       |
| 130      | サンディエゴ・チャージャーズ       | ダレン・スプロールズ       | RB         | カンザス州立大学       |
| 131      | ピッツバーグ・スティーラーズ       | フレッド・ギブソン         | WR         | ジョージア大学         |
| 132      | ダラス・カウボーイズ               | クリス・キャンティ         | DE         | バージニア大学         |
| 133*     | ニューイングランド・ペイトリオッツ | ジェームズ・サンダース     | S          | フレズノ州立大学       |
| 134*     | セントルイス・ラムズ               | クロード・テレル           | OG         | ニューメキシコ大学     |
| 135*     | インディアナポリス・コルツ         | マット・ジョルダーノ       | S          | カリフォルニア大学     |
| 136*     | テネシー・タイタンズ               | ロイデル・ウィリアムズ     | WR         | テュレーン大学         |

### 5巡指名選手
| 指名順位 | チーム                             | 選手名                       | ポジション | 出身大学                         |
| 137      | サンフランシスコ・49ers            | ロナルド・フィールズ         | DT         | ミズーリ州立大学                 |
| 138      | カンザスシティ・チーフス           | ブーマー・グリグスビー       | LB         | イリノイ州立大学                 |
| 139      | クリーブランド・ブラウンズ         | デビッド・マクミラン         | DE         | カンザス大学                     |
| 140      | シカゴ・ベアーズ                   | エレス・カリー               | WR         | クレムソン大学                   |
| 141      | タンパベイ・バッカニアーズ         | ドンテ・ニコルソン           | S          | オクラホマ大学                   |
| 142      | テネシー・タイタンズ               | デイミアン・ナッシュ         | RB         | ミズーリ大学                     |
| 143      | グリーンベイ・パッカーズ           | ジュニアス・コストン         | C          | ノースカロライナA&T大学          |
| 144      | セントルイス・ラムズ               | ジェローム・コリンズ         | TE         | ノートルダム大学                 |
| 145      | デトロイト・ライオンズ             | ダン・オーロフスキー         | QB         | コネチカット大学                 |
| 146      | フィラデルフィア・イーグルス       | トレント・コール             | DE         | シンシナティ大学                 |
| 147      | カンザスシティ・チーフス           | アルフォンゾ・ホッジ         | CB         | マイアミ大学                     |
| 148      | インディアナポリス・コルツ         | ジョナサン・ウェルシュ       | DE         | ウィスコンシン大学               |
| 149      | カロライナ・パンサーズ             | アダム・セウォード           | LB         | UNLV                             |
| 150      | テネシー・タイタンズ               | ダニエル・ローパー           | OT         | テキサス工科大学                 |
| 151      | ヒューストン・テキサンズ           | ドリュー・ホッグドン         | C          | アリゾナ州立大学                 |
| 152      | ニューオーリンズ・セインツ         | エイドリアン・マクファーソン | QB         | フロリダ州立大学                 |
| 153      | シンシナティ・ベンガルズ           | アダム・キーフト             | OT         | 中央ミシガン大学                 |
| 154      | ワシントン・レッドスキンズ         | ロバート・マカン             | LB         | ルイビル大学                     |
| 155      | タンパベイ・バッカニアーズ         | ラリー・ブラッキンス         | WR         | パールリバーコミュニティカレッジ |
| 156      | バッファロー・ビルズ               | エリック・キング             | CB         | ウェイクフォレスト大学           |
| 157      | ジャクソンビル・ジャガーズ         | ジェラルド・センサボー       | S          | ノースカロライナ大学             |
| 158      | ボルチモア・レイブンズ             | ジャスティン・グリーン       | FB         | モンタナ大学                     |
| 159      | シアトル・シーホークス             | ジェブ・ハケバ               | DE         | アーカンソー大学                 |
| 160      | アトランタ・ファルコンズ           | マイケル・ボーリー           | LB         | サザンミシシッピ大学             |
| 161      | ニューヨーク・ジェッツ             | アンドレ・マドックス         | S          | ノースカロライナ州立大学         |
| 162      | マイアミ・ドルフィンズ             | アンソニー・アラビ           | OT         | TCU                              |
| 163      | アトランタ・ファルコンズ           | フランク・オミヤレ           | OT         | テネシー工科大学                 |
| 164      | サンディエゴ・チャージャーズ       | ウェズリー・ブリット         | OT         | アラバマ大学                     |
| 165      | インディアナポリス・コルツ         | ロブ・ハント                 | C          | ノースダコタ州立大学             |
| 166      | ピッツバーグ・スティーラーズ       | ライアン・ウォレス           | LB         | テンプル大学                     |
| 167      | グリーンベイ・パッカーズ           | マイク・ホーキンス           | CB         | オクラホマ大学                   |
| 168      | アリゾナ・カージナルス             | ランス・ミッチェル           | LB         | オクラホマ大学                   |
| 169*     | カロライナ・パンサーズ             | ジェフ・ハンガートナー       | C          | テキサスA&M大学                  |
| 170*     | ニューイングランド・ペイトリオッツ | ライアン・クラリッジ         | LB         | UNLV                             |
| 171*     | カロライナ・パンサーズ             | ベン・エマニュエル           | S          | UCLA                             |
| 172*     | フィラデルフィア・イーグルス       | スコット・ヤング             | OT         | BYU                              |
| 173*     | インディアナポリス・コルツ         | タイジュアン・ハグラー       | LB         | シンシナティ大学                 |
| 174*     | サンフランシスコ・49ers            | ラシード・マーシャル         | WR         | ウェストバージニア大学           |

### 6巡指名選手
| 指名順位 | チーム                       | 選手名                     | ポジション | 出身大学                       |
| 175      | オークランド・レイダース     | アンタジ・ホーソーン       | DT         | ウィスコンシン大学             |
| 176      | クリーブランド・ブラウンズ   | ニック・スピーグル         | LB         | ニューメキシコ大学             |
| 177      | サンディエゴ・チャージャーズ | ウェス・シムズ             | OT         | オクラホマ大学                 |
| 178      | タンパベイ・バッカニアーズ   | アンソニー・ブライアント   | DT         | アラバマ大学                   |
| 179      | テネシー・タイタンズ         | ボー・スカイフェ           | TE         | テキサス大学                   |
| 180      | グリーンベイ・パッカーズ     | マイケル・モンゴメリー     | DE         | テキサスA&M大学                |
| 181      | シカゴ・ベアーズ             | クリス・ハリス             | S          | ルイジアナ大学モンロー校       |
| 182      | ニューヨーク・ジェッツ       | セドリック・ヒューストン   | RB         | テネシー大学                   |
| 183      | ワシントン・レッドスキンズ   | ジャレッド・ニューベリー   | LB         | スタンフォード大学             |
| 184      | デトロイト・ライオンズ       | ビル・スワンカット         | DE         | オレゴン州立大学               |
| 185      | ジャクソンビル・ジャガーズ   | チャド・オーウェンス       | WR         | ハワイ大学                     |
| 186      | ニューヨーク・ジャイアンツ   | エリック・ムーア           | DE         | フロリダ州立大学               |
| 187      | カンザスシティ・チーフス     | ウィル・スビテック         | OG         | スタンフォード大学             |
| 188      | ヒューストン・テキサンズ     | C・C・ブラウン             | S          | ルイジアナ大学ラファイエット校 |
| 189      | カロライナ・パンサーズ       | ジョバン・ヘイ             | DE         | ヴァンダービルト大学           |
| 190      | シンシナティ・ベンガルズ     | タブ・ペリー               | WR         | UCLA                           |
| 191      | ミネソタ・バイキングス       | C・J・モズリー             | DT         | ミズーリ大学                   |
| 192      | セントルイス・ラムズ         | ダンテ・リッジウェイ       | WR         | ボール州立大学                 |
| 193      | ニューオーリンズ・セインツ   | ジェイソン・ジェファーソン | DT         | ウィスコンシン大学             |
| 194      | ジャクソンビル・ジャガーズ   | パット・トーマス           | LB         | ノースカロライナ州立大学       |
| 195      | グリーンベイ・パッカーズ     | クレイグ・ブラッグ         | WR         | UCLA                           |
| 196      | シアトル・シーホークス       | トニー・ジャクソン         | TE         | アイオワ大学                   |
| 197      | バッファロー・ビルズ         | ジャスティン・ゲイシンガー | OG         | ヴァンダービルト大学           |
| 198      | ニューヨーク・ジェッツ       | ジョエル・ドレッセン       | TE         | コロラド州立大学               |
| 199      | カンザスシティ・チーフス     | カーリ・ロング             | DE         | ベイラー大学                   |
| 200      | デンバー・ブロンコス         | クリス・マイアーズ         | OG         | マイアミ大学                   |
| 201      | アトランタ・ファルコンズ     | ディアンドラ・コブ         | RB         | ミシガン州立大学               |
| 202      | インディアナポリス・コルツ   | デイブ・レイナー           | K          | ミシガン州立大学               |
| 203      | クリーブランド・ブラウンズ   | アンドリュー・ホフマン     | DT         | バージニア大学                 |
| 204      | ピッツバーグ・スティーラーズ | クリス・ケモエアトゥ       | OG         | ユタ大学                       |
| 205      | サンフランシスコ・49ers      | デリック・ジョンソン       | CB         | ワシントン大学                 |
| 206      | デトロイト・ライオンズ       | ジョナサン・ゴッダード     | LB         | マーシャル大学                 |
| 207*     | カロライナ・パンサーズ       | ジョー・バージャー         | OG         | ミシガン工科大学               |
| 208*     | ダラス・カウボーイズ         | ジャスティン・ベリオー     | LB         | ボール州立大学                 |
| 209*     | ダラス・カウボーイズ         | ロブ・ペティティ           | OG         | ピッツバーグ大学               |
| 210*     | セントルイス・ラムズ         | レジー・ホッジス           | P          | ボール州立大学                 |
| 211*     | フィラデルフィア・イーグルス | カルビン・アームストロング | OT         | ワシントン州立大学             |
| 212*     | オークランド・レイダース     | ライアン・リドル           | DE         | カリフォルニア大学             |
| 213*     | ボルチモア・レイブンズ       | デレック・アンダーソン     | QB         | オレゴン州立大学               |
| 214*     | オークランド・レイダース     | ピート・マクマーン         | OT         | アイオワ大学                   |

### 7巡指名選手
| 指名順位 | チーム                             | 選手名                       | ポジション | 出身大学                           |
| 215      | サンフランシスコ・49ers            | ダベン・ホリー               | QB         | シンシナティ大学                   |
| 216      | マイアミ・ドルフィンズ             | ケビン・ビッカーソン         | DT         | ミシガン州立大学                   |
| 217      | クリーブランド・ブラウンズ         | ジョン・ダン                 | OT         | バージニア工科大学                 |
| 218      | テネシー・タイタンズ               | レイナルド・ヒル             | CB         | フロリダ大学                       |
| 219      | ミネソタ・バイキングス             | エイドリアン・ウォード       | CB         | テキサス大学エルパソ校             |
| 220      | シカゴ・ベアーズ                   | ロッド・ウィルソン           | LB         | サウスカロライナ大学               |
| 221      | タンパベイ・バッカニアーズ         | リック・ラザノ               | FB         | ミシシッピ大学                     |
| 222      | ワシントン・レッドスキンズ         | ネヘマイア・ブロートン       | FB         | ザ・シタデル                       |
| 223      | サンフランシスコ・49ers            | マーカス・マクスウェル       | WR         | オレゴン大学                       |
| 224      | ダラス・カウボーイズ               | ジェイ・ラトリフ             | DT         | オーバーン大学                     |
| 225      | タンパベイ・バッカニアーズ         | パリス・ウォレン             | WR         | ユタ大学                           |
| 226      | アリゾナ・カージナルス             | ルロン・マッコイ             | WR         | ペンシルベニア州立インディアナ大学 |
| 227      | ヒューストン・テキサンズ           | ケネス・ペトウェイ           | LB         | グランブリング州立大学             |
| 228      | ピッツバーグ・スティーラーズ       | ショーン・ヌア               | DE         | BYU                                |
| 229      | カンザスシティ・チーフス           | ジェームズ・キリアン         | QB         | タルサ大学                         |
| 230      | ニューイングランド・ペイトリオッツ | マット・キャセル             | QB         | USC                                |
| 231      | タンパベイ・バッカニアーズ         | ハムザ・アブダラー           | S          | ワシントン州立大学                 |
| 232      | ニューオーリンズ・セインツ         | ジミー・バードン             | DE         | アリゾナ州立大学                   |
| 233      | シンシナティ・ベンガルズ           | ジョナサン・ファネネ         | DE         | ユタ大学                           |
| 234      | ボルチモア・レイブンズ             | マイク・スミス               | LB         | テキサス工科大学                   |
| 235      | シアトル・シーホークス             | コーネリアス・ワータム       | LB         | アラバマ大学                       |
| 236      | バッファロー・ビルズ               | ライオネル・ゲイツ           | RB         | ルイビル大学                       |
| 237      | ジャクソンビル・ジャガーズ         | クリス・ロバーソン           | CB         | 東ミシガン大学                     |
| 238      | カンザスシティ・チーフス           | ジェレミー・パーケット       | OT         | サザンミシシッピ大学               |
| 239      | デンバー・ブロンコス               | ポール・エルンスター         | K          | 北アリゾナ大学                     |
| 240      | ニューヨーク・ジェッツ             | ハリー・ウィリアムズ         | WR         | タスキギー大学                     |
| 241      | アトランタ・ファルコンズ           | ダレル・シュロプシャー       | DT         | サウスカロライナ大学               |
| 242      | サンディエゴ・チャージャーズ       | スコット・ムルコフスキー     | C          | ボーリング・グリーン州立大学       |
| 243      | インディアナポリス・コルツ         | アンソニー・デービス         | RB         | ウィスコンシン大学                 |
| 244      | ピッツバーグ・スティーラーズ       | ノア・ヘロン                 | RB         | ノースウェスタン大学               |
| 245      | グリーンベイ・パッカーズ           | カート・キャンベル           | S          | アルバニー大学                     |
| 246      | グリーンベイ・パッカーズ           | ウィル・ウィッティカー       | OG         | ミシガン州立大学                   |
| 247*     | フィラデルフィア・イーグルス       | ケヨンタ・マーシャル         | DT         | グランドバレー州立大学             |
| 248*     | サンフランシスコ・49ers            | パトリック・エステス         | TE         | バージニア大学                     |
| 249*     | サンフランシスコ・49ers            | ビリー・バジェマ             | TE         | オクラホマ州立大学                 |
| 250*     | セントルイス・ラムズ               | ライアン・フィッツパトリック | QB         | ハーバード大学                     |
| 251*     | セントルイス・ラムズ               | マディソン・ヘジェコック     | FB         | ノースカロライナ大学               |
| 252*     | フィラデルフィア・イーグルス       | デビッド・バージェロン       | LB         | スタンフォード大学                 |
| 253*     | タンパベイ・バッカニアーズ         | J・R・ラッセル               | WR         | ルイビル大学                       |
| 254*     | シアトル・シーホークス             | ダグ・ニーンハイス           | OT         | オレゴン州立大学                   |
| 255*     | ニューイングランド・ペイトリオッツ | アンディ・ストークス         | TE         | ウィリアム・ペン大学               |

### ドラフト外入団の主な選手
| チーム                             | 選手名                   | ポジション | 出身大学                     |
| カロライナ・パンサーズ             | ロレンゾ・アレクサンダー | LB         | カリフォルニア大学           |
| クリーブランド・ブラウンズ         | ジョシュ・クリブス       | QB         | ケント州立大学               |
| ダラス・カウボーイズ               | ジョン・コンド           | LS         | メリーランド大学             |
| デンバー・ブロンコス               | ブランドン・ブラウナー   | CB         | オレゴン州立大学             |
| マイアミ・ドルフィンズ             | ブロック・ベルリン       | QB         | マイアミ大学                 |
| マイアミ・ドルフィンズ             | アタリ・ビグビー         | S          | セントラルフロリダ大学       |
| マイアミ・ドルフィンズ             | ジョン・デニー           | DE         | ブリガムヤング大学           |
| ミネソタ・バイキングス             | ヒース・ファーウェル     | LB         | サンディエゴ州立大学         |
| ニューイングランド・ペイトリオッツ | ロビー・ゴールド         | K          | ペンシルベニア州立大学       |
| ニューオーリンズ・セインツ         | LP・ラドーシアー         | LS         | カリフォルニア大学           |
| ニューヨーク・ジャイアンツ         | チェイス・ブラックバーン | LB         | オーバーン大学               |
| ニューヨーク・ジャイアンツ         | ライアン・グラント       | RB         | ノートルダム大学             |
| ニューヨーク・ジャイアンツ         | キャメロン・ウェイク     | DE         | ペンシルベニア州立大学       |
| ピッツバーグ・スティーラーズ       | ジョン・クーン           | FB         | シッペンズバーグ大学         |
| ピッツバーグ・スティーラーズ       | ショーン・スイシャム     | K          | ボーリング・グリーン州立大学 |
| シアトル・シーホークス             | クリス・クルーウェ       | P          | UCLA                         |
| シアトル・シーホークス             | レナード・ウィーバー     | FB         | カーソン・ニューマン大学     |
| ワシントン・レッドスキンズ         | ニック・ノバック         | K          | メリーランド大学             |

## 主な指名権のトレード
ミネソタ・バイキングスはランディ・モスをオークランド・レイダースにトレードして1巡7位指名権と7巡指名権を獲得した。
サンディエゴ・チャージャーズは前年のニューヨーク・ジャイアンツとのイーライ・マニング、フィリップ・リバースがからむトレードで1巡12位指名権と3巡指名権を獲得した。
ニューオーリンズ・セインツは1巡16位指名権と3巡指名権と引き替えにヒューストン・テキサンズから1巡13位指名権を獲得した。